# イヤーエイク・レコード
イヤーエイク・レコード(EARACHE RECORDS)は、デスメタル・グラインドコアを中心に扱うイギリス・ノッティンガムのレコードレーベル。アメリカ・ニューヨークシティにもオフィスがある。日本ではトイズファクトリーが主な配給先であるがレーベルとの専属契約ではなくアーティスト単位での契約のため、違うレコード会社から配給されることもある。
1986年夏にディグ・ピアソン(Digby 'Dig' Pearson)が設立。当時はディグのアパートで運営されるワンマン･レーベルに過ぎなかったが、ナパーム・デスのファーストLP『Scum』が予想外の売れ行きを見せたため、レーベルの知名度は一気に上がり、1980年代の終わりから1990年中盤あたりまではデスメタル、グラインドコアのシーンで中心的役割を果たしていた。また、イヤーエイク・レコードのロゴはカーカスのジェフ・ウォーカーが考案した。
レコードの企画番号は「MOSH」である。これにCDなら「CD」がつく。（例：ナパーム・デスの『Scum』のCDは『MOSH3CD』である。LPの場合は単に「MOSH3」となる。）
メイヘムのユーロニモスが立ち上げたレーベル『デスライク・サイレンス・プロダクション』はこれに対抗して企画番号が『Anti-Mosh』であった。

## サブ・レーベル
イヤーエイク・レコード内にはいくつかのサブ・レーベルが存在する。
- ウィケッド・ワールド・レコード(WICKED WORLD RECORDS)

イヤーエイクのイギリスのレーベル・マネージャーであるダン・トビンによって始められたレーベルである。ヘイト・エターナル、ディキャピテイテッド等のバンドが所属していたが、現在は両バンドともイヤーエイクからのリリースとなっている。
- ネクロシス・レコード(NECROSIS RECORDS)

カーカスのメンバーによって短期間レーベル活動を行われていた。リリースタイトルは僅か4タイトル。エレクトロ・ヒッピーズ(Electro Hippies)、リパルジョン、カーネイジ、カダヴァーのレコードをリリースした。
- エリーティスト・レコード(ELITIST RECORDS)
- サブ・ベース・レコード(SUB BASS RECORDS)

## 主な所属アーティスト（過去のものも含む）
- アット・ザ・ゲイツ (At The Gates)
- アナル・カント (Anal Cunt)
- イーヴァイル (Evile)
- ヴェイダー (Vader)
- ウルトラ・バイオレンス (Ultraviolence)
- エクストリーム・ノイズ・テラー (Extreme Noise Terror)
- エントゥームド (Entombed)
- エンフォーサー (Enforcer)
- カーカス (Carcass)
- カダヴァー (Cadaver)
- カダヴァー・インク (Cadaver Inc.)
- カーネイジ (Carnage)
- カテドラル (Cathedral)
- ガマ・ボム (Gama Bomb)
- カルト・オブ・ルナ (Cult Of Luna)
- ゴッドフレッシュ (Godflesh)
- スリープ (Sleep)
- ダブ・ウォー (Dub War)
- ディーサイド (Deicide)
- ディキャピテイテッド (Decapitated)
- テロライザー (Terrorizer)
- ナパーム・デス (Napalm Death)
- ネイキッド・シティ (Naked City)
- ノクターナス (Nocturnus)
- ファッジ・トンネル (Fudge Tunnel)
- ブルータル・トゥルース (Brutal Truth)
- ペインキラー (Painkiller)
- ヘイト・エターナル (Hate Eternal)
- ザ・バーザーカー (The Berzerker)
- ザ・ホーンテッド (The Haunted)
- ボルト・スロワー (Bolt Thrower)
- ホワイト・ウィザード (White Wizzard)
- ミュニシパル・ウェイスト (Municipal Waste)
- モービッド・エンジェル (Morbid Angel)
- モルティス (Mortiis)